# Emily Freeman
Emily Freeman, född 24 november 1980 i Huddersfield, är en brittisk friidrottare som tävlar i kortdistanslöpning.
Freeman deltog vid EM 2006 i Göteborg i det brittiska stafettlaget på 4 x 100 meter som slutade tvåa bakom Ryssland. Hon deltog även vid Olympiska sommarspelen 2008 där hon tävlade på 200 meter, men blev utslagen i semifinalen. 

## Personliga rekord
- 100 meter - 11,33 vid ISTAF Berlin 2009[3]
- 200 meter - 22,64 vid VM 2009 i Berlin[3]